# Paolo Arrigoni (1957)
Paolo Arrigoni (Milano, 15 luglio 1957 – Gravedona, 22 maggio 2022) è stato un politico italiano, presidente della Regione Lombardia dal 3 giugno 1994 al 27 giugno 1995.

## Biografia
Funzionario dell'Azienda Servizi Municipali di Sondrio, alle elezioni regionali del 1990 Arrigoni entrò nel Consiglio regionale della Lombardia per la Lega Lombarda, eletto nella circoscrizione di Brescia.
Nel 1991 aderì alla Lega Nuova di Franco Castellazzi, ma successivamente ne uscì, ritornando nel movimento di Bossi.
A seguito della caduta delle giunte di Giuseppe Giovenzana e Fiorella Ghilardotti nel 1994, Arrigoni venne incaricato di formare una nuova giunta regionale, che vide la partecipazione di Lega Nord, il Partito Popolare Italiano e il Partito Socialista Italiano; il suo mandato si concluse un anno dopo, con le elezioni regionali del 1995: durante il suo mandato alcuni membri della giunta furono accusati di abuso d'ufficio per le nomina dei direttori generali delle Asl nel 1994 ma tutti furono prosciolti. È stato quindi il primo ed unico leghista alla guida della Regione (ultimo a non essere eletto direttamente, in una legislatura risalente all'ultima fase della Prima Repubblica) fino all'elezione diretta di Roberto Maroni nel 2013.
Alle elezioni amministrative del 1995 si candidò a presidente della Provincia di Sondrio per la Lega Nord ottenendo il 28% dei consensi, risultato più alto per la Lega mai raggiunto in Provincia fino a quel momento; ciò fu tuttavia insufficiente per accedere al ballottaggio, che si svolse tra il candidato del centrodestra Adriano Bassi, al 36,7%, e il candidato del centrosinistra Enrico Dioli al 28,7% dei voti. Il ballottaggio fu poi vinto da Enrico Dioli con il 57,1% contro il 42,9% di Bassi, nonostante al primo turno fosse in svantaggio. Arrigoni dichiarò di votare al secondo turno per la sinistra, in disaccordo con la linea del segretario federale Umberto Bossi di non dare esplicite indicazioni di voto. Ciò provocò dissapori nel Movimento a livello locale. L'anno successivo Arrigoni, in contrasto con l'allora commissario provinciale Stefano Galli, presentò le sue dimissioni dalla Lega Nord e, per gli stessi motivi, fu decisa quindi la sua espulsione.
Alle elezioni politiche del 2008 Arrigoni presentò la propria candidatura alla Camera dei deputati, tra le liste dell'Unione di Centro, senza risultare eletto a causa della bassa posizione occupata nella lista.